# إبراهام جوناس (لاعب دوري الرغبي)
إبراهام جوناس (بالإنجليزية: Abraham Jonas)‏ هو لاعب دوري الرغبي أسترالي، ولد في 1890، وتوفي في 8 يناير 1933.